# Discografia de I.O.I
A discografia de I.O.I, um grupo feminino sul-coreano, consiste em dois extended play, seis singles e uma trilha sonora. Formado pela CJ E&M em 2016 através do programa de sobrevivência Produce 101, I.O.I estreou em maio de 2016 com o lançamento do extended play Chrysalis.

## Álbuns

### Extended plays
| Título                                                                                   | Detalhes | Melhores posições nas paradas | Melhores posições nas paradas | Melhores posições nas paradas | Melhores posições nas paradas | Vendas         |
| Título                                                                                   | Detalhes | KOR                           | TW                            | JPN                           | US World                      | Vendas         |
| ---------------------------------------------------------------------------------------- | --- | ----------------------------- | ----------------------------- | ----------------------------- | ----------------------------- | -------------- |
| Chrysalis                                                                                | - Lançamento: 4 de maio de 2016 - Gravadora: YMC Entertainment e LOEN Entertainment - Formatos: CD e Download digital     | 4                             | 5                             | 118                           | —                             | - KOR: 79,305+ |
| miss me?                                                                                 | - Lançamento: 17 de outubro de 2016 - Gravadora: YMC Entertainment e LOEN Entertainment - Formatos: CD e Download digital | 2                             | 4                             | —                             | 11                            | - KOR: 98,557+ |
| "—" indica lançamentos que não figuraram nas paradas ou não foram lançados nessa região. | |                               |                               |                               |                               |                |

## Álbuns single
| Título       | Detalhes do álbum | Melhores posições nas paradas | Vendas         |
| Título       | Detalhes do álbum | KOR                           | Vendas         |
| ------------ | --- | ----------------------------- | -------------- |
| Whatta Man   | - Lançamento: 9 de agosto de 2016 - Gravadora: YMC Entertainment e LOEN Entertainment - Formatos: CD e Download digital      | 2                             | - KOR: 72,269+ |
| Hand in Hand | - Lançamento: 25 de agosto de 2016 - Gravadora: YMC Entertainment e Windmill Entertainment - Formatos: CD e Download digital | 6                             | - KOR: 4,039+  |

## Singles
| Título                                                                                   | Ano  | Melhores posições nas paradas | Melhores posições nas paradas | Vendas (DL)       | Álbum                |
| Título                                                                                   | Ano  | KOR                           | US World                      | Vendas (DL)       | Álbum                |
| ---------------------------------------------------------------------------------------- | ---- | ----------------------------- | ----------------------------- | ----------------- | -------------------- |
| "Crush"                                                                                  | 2016 | 12                            | —                             | - KOR: 387,588+   | Chrysalis            |
| "Dream Girls"                                                                            | 2016 | 7                             | —                             | - KOR: 652,321+   | Chrysalis            |
| "Whatta Man"                                                                             | 2016 | 2                             | 12                            | - KOR: 371,336+   | Whatta Man           |
| "Very Very Very" (너무너무너무)                                                          | 2016 | 1                             | 4                             | - KOR: 1,067,482+ | Miss Me?             |
| "Downpour" (소나기)                                                                      | 2017 | 3                             | —                             | - KOR: 361,097+   | Lançamento sem álbum |
| "—" indica lançamentos que não figuraram nas paradas ou não foram lançados nessa região. |      |                               |                               |                   |                      |

## Outras canções cartografadas
| Título                                        | Ano  | Melhor posições nas paradas | Vendas (DL)     | Álbum     |
| Título                                        | Ano  | KOR                         | Vendas (DL)     | Álbum     |
| --------------------------------------------- | ---- | --------------------------- | --------------- | --------- |
| "When the Cherry Blossoms Fade" (벚꽃이 지면) | 2016 | 16                          | - KOR: 448,325+ | Chrysalis |
| "Knock Knock Knock" (똑 똑 똑)                | 2016 | 31                          | - KOR: 154,934+ | Chrysalis |
| "Doo Wap"                                     | 2016 | 45                          | - KOR: 82,081+  | Chrysalis |
| "Pick Me"                                     | 2016 | 93                          | - KOR: 33,968+  | Chrysalis |
| "Hold On" (잠깐만)                            | 2016 | 10                          | - KOR: 215,123+ | miss me?  |
| "More More" (내 말대로 해줘)                  | 2016 | 61                          | - KOR: 38,268+  | miss me?  |
| "Ping Pong"                                   | 2016 | 77                          | - KOR: 33,131+  | miss me?  |
| "M-Maybe" (음 어쩌면)                         | 2016 | 86                          | - KOR: 31,583+  | miss me?  |

## Trilhas sonoras
| Título                                       | Ano  | Melhores posições nas paradas | Vendas (DL)     | Álbum                                      |
| Título                                       | Ano  | KOR                           | Vendas (DL)     | Álbum                                      |
| -------------------------------------------- | ---- | ----------------------------- | --------------- | ------------------------------------------ |
| "I Love You, I Remember You" (사랑해 기억해) | 2016 | 30                            | - KOR: 124,584+ | Moon Lovers: Scarlet Heart Ryeo OST Part 3 |